# Cyryl (Dmitrijew)
Cyryl, imię świeckie Boris Michajłowicz Dmitrijew (ur. 24 listopada 1954 w San Francisco) – biskup Rosyjskiego Kościoła Prawosławnego poza granicami Rosji.

## Życiorys
Urodził się w religijnej rodzinie rosyjskich emigrantów. W wieku 18 lat wstąpił do seminarium duchownego przy monasterze Trójcy Świętej w Jordanville, jednak przerwał naukę w nim, by rozpocząć studia na uniwersytecie w rodzinnym mieście. W 1976 uzyskał tam dyplom na kierunku teologia. W 1981 złożył wieczyste śluby zakonne przed metropolitą Filaretem (Wozniesienskim), zwierzchnikiem Rosyjskiego Kościoła Prawosławnego poza granicami Rosji. W tym samym roku metropolita udzielił mu święceń diakońskich i kapłańskich. Został skierowany do misji Rosyjskiego Kościoła Prawosławnego poza granicami Rosji w Jerozolimie, gdzie uczył języków angielskiego i rosyjskiego w szkole prowadzonej przez duchownych. W 1982, z uwagi na stan zdrowia, pozwolono mu wrócić do Stanów Zjednoczonych.
W 1987 został dyrektorem Rosyjskiego Gimnazjum im. Świętych Cyryla i Metodego prowadzonego przy soborze Ikony Matki Bożej „Wszystkich Strapionych Radość” w San Francisco. Równocześnie otrzymał godność igumena. W 1988 za dotychczasową działalność w Kościele został nagrodzony palicą.
7 czerwca 1992 miała miejsce jego chirotonia na biskupa Seattle, wikariusza eparchii San Francisco i zachodniej Ameryki. Od 2000 pełni obowiązki jej ordynariusza. W 2003 podniesiony do godności arcybiskupiej. Uczestniczył w rozmowach między Rosyjskim Kościołem Prawosławnym poza granicami Rosji a Rosyjskim Kościołem Prawosławnym, jakie zakończyły się podpisaniem aktu jednoczącego obydwie struktury.
13 maja 2008 Sobór Biskupów Rosyjskiego Kościoła Prawosławnego poza granicami Rosji wybrał go II zastępcą zwierzchnika Cerkwi.